# Apios carnea
Apios carnea là một loài thực vật có hoa trong họ Đậu. Loài này được (Wall.) Benth. miêu tả khoa học đầu tiên.